# لويس جي. هيل
لويس جي. هيل (بالإنجليزية: Louis G. Hill)‏ هو سياسي أمريكي، ولد في 10 مارس 1924 في الولايات المتحدة، وتوفي في 13 يوليو 2013 في نفس البلد. حزبياً، نشط في الحزب الديمقراطي. وقد انتخب عضو مجلس ولاية بنسيلفانيا.